# 刘世洪
刘世洪（1913年—1986年），男，江西兴国人，中国人民解放军少将。

## 生平
1931年，参加中国工农红军，后任红一军团第二师四团连政治指导员，参加长征。抗日战争期间，担任冀中军区第十六团政治处副主任。第二次国共内战期间，担任冀鲁豫军区卫生部副政委兼政治部主任，后改任华北军区独立第二旅政治部主任。
中华人民共和国成立后，任平原省军区卫生部政委，后升任山西省军区政治部副主任、主任、政委。1964年，授少将军衔。文化大革命期间，担任太原市革委会主任。后改任湖南省军区政委。